# 莫勒图沃大学
莫勒图沃大学（羅馬化：Moraṭuwa Wiśwawidyālaya）是斯里兰卡的一所公立大学。

## 历史
莫勒图沃大学是斯里兰卡莫勒图沃的一所独立公立大学。它于1978年12月22日根据《1978年第16号法律-大学法》成立，并在大学拨款委员会的总体指导下运营。其起源可以追溯到1893年在科伦坡马拉达纳成立的政府技术学院（Government Technical College）。